# Jonzieux
Jonzieux é uma comuna francesa na região administrativa de Auvérnia-Ródano-Alpes, no departamento de Loire. Estende-se por uma área de 10,32 km². Em 2010 a comuna tinha 1 212 habitantes (densidade: 117,4 hab./km²).